# ثورين
 الثورين  مركب كيميائي له الصيغة المجملة C16H11AsN2O10S2، ويكون على شكل بلورات صفراء برتقالية ، يستخدم للكشف عن الباريوم، البيريليوم، الليثيوم، اليورانيوم، والثوريوم، بالإضافة إلى عدة عناصر أرضية نادرة أخرى.

## الخواص
- ينحل الثورين بشكل جيد في الماء وذلك عند درجة حرارة الغرفة.
- تبلغ قيمة الأس الهيدروجيني لمحلول تركيزه 10 غ/ل 6.1 وذلك عند الدرجة 20°س.

## الكشف عن الثوريوم
تمكنت مجموعة بحث من تطوير طريقة انتقائية للكشف عن الثوريوم الرباعي حساس كيميائي بصري optical chemical sensor. يحضر الغشاء الحساس بتثبيت الزوج الأيوني: ثورين-ميثيل ثلاثي أوكتيل الأمونيوم على بوليمر من ثلاثي أسيتات السليلوز.

## الكشف عن البيريليوم
أظهرت دراسات قياس الضوء الطيفي لمعقدات البيريليوم مع الثورين تشكل معقد 1:1 عند pH مقداره 12. حيث يمكن الكشف عن البيريليوم يتراكيز منخفضة في حال وجوده في سبائك النحاس أو الزنك أو الألومنيوم أو الحديد، وذلك بعد إجراء فصل أولي له وذلك على شكل أسيتيل أسيتونات بوجود EDTA:ثنائي أمين الإيثيلين رباعي حمض الخل.